# Hardcore Gamer
Hardcore Gamer — американский онлайн-журнал о видеоиграх, издаваемый Стивом Ханнли. Основанный в 2005 году, Hardcore Gamer опубликовала 36 печатных выпусков, прежде чем перейти на онлайн-формат.
Hardcore Gamer концентрируется на нишевых и инди-видеоиграх, таких как Disgaea и Limbo, и содержит специальные функции, которые отличаются от того, что обычно освещают более популярные издания. Функция «Кладбище», например, охватывает забытые ретро-игры. Несмотря на то, что Hardcore Gamer в основном фокусируется на специализированных играх, он публикует истории для крупных релизов, таких как Grand Theft Auto V и The Last of Us, оценивая их с альтернативных точек зрения.

## История
Журнал Hardcore Gamer опубликовал свой первый номер в июне 2005 года. В то время как большинство журналов были исключительно печатными, Hardcore Gamer предлагал бесплатные копии каждого номера в формате PDF в дополнение к печатным копиям. До апреля 2007 года обложка почти каждого номера была нарисована от руки бывшим художником GameFan Терри Вулфингером. Начиная с 2008 года, Hardcore Gamer изменил свой формат, изменив график выпуска с ежемесячного на ежеквартальный и переместив большую часть своих репортажей на свой веб-сайт. В дополнение к смене формата был изменён логотип журнала Hardcore Gamer, и журнал стал называться просто Hardcore Gamer. В 2009 году Hardcore Gamer снова изменил график своих выпусков, став журналом, выходящим раз в два года. В конце 2009 года бывший директор редакции Стив Ханнли приобрел издание на частной распродаже, пообещав продолжить работу со всеми нынешними сотрудниками.
После публикации последнего печатного выпуска в 2010 году публикация была переведена исключительно в Интернет, где и осталась. В дополнение к обширной базе обзоров и функциям, перенесенным из журнала, Hardcore Gamer теперь включает в себя постоянные обновления новостей и многочисленные редакционные статьи, а также видеоконтент и прямые трансляции.
Тим Линдквист, основатель Hardcore Gamer, стал соучредителем GameFan вместе с Дейвом Халверсоном. Оба журнала делают акцент на хардкорном игровом сообществе и содержат макеты статей, стилистически дополненные изображениями. Помимо Тима Линдквиста, над Hardcore Gamer работали Терри Вулфингер и Грег Офф, которые были ключевыми сотрудниками GameFan.